# Melanoplus fultoni
Melanoplus fultoni är en insektsart som beskrevs av Morgan Hebard 1922. Melanoplus fultoni ingår i släktet Melanoplus och familjen gräshoppor. Inga underarter finns listade i Catalogue of Life.